# 厄尔士山区诺伊基兴
厄尔士山区诺伊基兴（德語：Neukirchen/Erzgeb.），简称诺伊基兴（德語：Neukirchen，發音：[nɔʏˈkɪʁçn̩] ⓘ），是德国萨克森州厄尔士山县的市镇，面积20.14平方千米，2023年12月31日人口为6,904人。